# Accréditation (France)
Une accréditation est définie en langue française comme étant « une procédure permettant de rendre crédible quelque chose comme une compétence, en la validant. Elle peut être règlementaire et obligatoire ou relever d'une démarche volontaire ». 
Toutefois, son usage pratique est moins fréquent en France que dans d'autres pays, du fait que les pouvoirs publics y définissent des processus obligatoires d'autorisation de titres, d'agrément d'organismes, et d'attribution de labels de qualité. Lorsque l'accréditation est rendue obligatoire par les pouvoirs publics, la langue française préfère généralement utiliser d'autres termes, tels que agrément (comme comptable agréé), autorisation, labellisation, attribution de permis, acceptation, qualification, certification, homologation,.
Le principe de l'accréditation comme synonyme de gestion de la qualité a été instauré au niveau européen en 2008 par la directive 765/2008, et la France a dû s'y aligner dans le domaine de l'accréditation de laboratoires. L'enseignement supérieur dispose d'un système d'accréditation plus ancien et autonome.

## Accréditation de laboratoires
L'Etat a créé en 1994 le COFRAC, une association loi 1901 chargée d'accréditer les laboratoires qui réalisent des essais de conformité. Il s'agit d'une accréditation directe par les pouvoirs publics, qui est obligatoire pour certains types d'essais,. La création de cet organisme répondait au souci que les laboratoires français se conforment à des normes internationales ou européennes.

## Accréditation dans l'enseignement supérieur
Les accréditations internationales sont recherchées par les établissements dans des domaines hautement compétitifs, en particulier ceux des formations au management et à l'ingénierie. Le système d'accréditation le plus ancien, celui de l'AACSB, date de 1919.

### Accréditation des grandes écoles de commerce et de management
Les écoles de commerce/management sont de plus en plus internationalisées. Ainsi, bien que la plupart d'entre elles délivrent des diplômes reconnus par l'Etat français, elles cherchent à obtenir des accréditations internationales propres à attirer des étudiants étrangers et à trouver des postes à l'étranger pour ces étudiants.
Les 3 principaux organismes accréditeurs au niveau mondial sont :
- L'AACSB (en), qui accrédite depuis 1919 des programmes de formation de grandes écoles à un niveau bac+4 ou bac+5.
- L'AMBA, qui accrédite depuis 1983 des écoles (et non pas des programmes) qui délivrent des MBA, et son homologue BGA accrédite des programmes de formation initiale.
- L'EFMD qui a 2 labels :
  - Equis accrédite des écoles depuis 1997,
  - EFMD Accredited, lancé en août 2019, accrédite des programmes.

Les programmes de formation les plus prestigieux jouissent de la triple accréditation de ces 3 organismes.

### Accréditation des écoles d'ingénieurs
En France, l'utilisation du titre d'ingénieur est fortement règlementée. Les écoles d'ingénieurs délivrent des diplômes homologués par l'Etat (pour les écoles publiques) ou par la CTI (pour les écoles privées), créée en 1934. 
En outre, les écoles d'ingénieurs sont à la recherche d'accréditations démontrant leur qualité, telles que le label EUR-ACE délivré par la CTI.
Toutefois, certaines formations post-diplôme comme le mastère spécialisé n'entrent pas dans la compétence de la CTI, et font l'objet d'une accréditation par la Conférence des grandes écoles.